# إيان روس
إيان روس (بالإنجليزية: Ian Ross)‏ هو لاعب كرة قدم بريطاني في مركز الوسط، ولد في 27 أغسطس 1974 في Broxburn ‏ في المملكة المتحدة. لعب مع نادي ألوا أثليتيك ونادي بارتيك ثيسل ونادي سانت ميرين ونادي ماذرويل.

## وصلات خارجية
- إيان روس على موقع قاعدة بيانات كرة القدم.إي يو (الإنجليزية)
- إيان روس على موقع Soccerbase.com (لاعب) (الإنجليزية)